# 리처드 데니스
리처드 데니스(Richard Dennis)는 미국의 투자자이다.

## 생애
1949년 1월 시카고에서 태어났다. 17세 때 시카고 선물 시장에서 밀 거래를 시작했다. 1970년대 초반, 그는 가족들에게서 16000 달러 (2천만원)를 빌려서 10년만에 2억 달러(2400억원)를 벌었다.

## 터틀 트레이더
학창시절의 친구이자 오랜 동업자인 윌리엄 에크하르트 논쟁을 하였다. 에크하르트는 리처드 데니스 정도의 펀드 매니저는 타고나는 것이라고 생각했고, 반대로 데니스는 제대로 가르치기만 하면 자신과 같은 전설적인 펀드 매니저가 될 수 있다고 생각했다. 이에, 주식이나 선물 투자자도 거북이처럼 키워낼 수 있지 않을까 하는 실험을 해보았다.
데니스는 1983년과 1984년 심리 및 성격테스트만을 거친 후 13명의 제자들을 모집했다. 컴퓨터 프로그래머, 농부 등 다양한 직종에 종사하던 주식과 거리가 먼 사람들이었다. 투자자금 3000만 달러는 데니스가 제공했다.
겨우 2주일 동안 간단한 추세추종전략만을 가르쳤다. 그 제자들을 터틀스(거북이들)이라고 불렀다. 몇 년 만에 그들은 평균 1874% 수익률을 올리며 3000만 달러이던 자산을 5억 달러로 불리면서 시장을 놀라게 했다. 이 터틀 트레이딩 기법은 1980년대 주식투자에 나선 일반투자자들에게 절대적인 신뢰를 얻었다.
월스트리트저널은 터틀 프로그램에 대한 특집기사를 다루면서 "터틀 중에 가장 성공한 인물이 바로 커티스 페이스다. 당시 열아홉 살의 최연소자로 터틀 프로그램에 입문했던 페이스는 데니스에게 3,150만 달러라는 어마어마한 수익금을 안겨주었다"고 보도했다.

## 같이 보기
- 코테가와 타카시 - 비슷한 매매기법으로 큰 돈을 번 일본의 투자자
- en:Arthur W. Cutten - 비슷한 매매기법으로 큰 돈을 번 시카고 선물 시장의 투자자
- 추세추종전략
- 다우 이론